# Orte Calcio a 5
L'Associazione Sportiva Dilettantistica Orte Calcio a 5, nota come B&A Sport per ragioni di sponsorizzazione, è stata una squadra italiana di calcio a 5 con sede a Orte.

## Storia
L'entusiasmo suscitato dai successi dell'Ortana Griphus e il vuoto lasciato dal suo scioglimento avvenuto nel 1990, spingono Luciano Nesta, già dirigente della Griphus a fondare nel 1996 l'Associazione Sportiva Penta Orte.
L'attività iniziale si limita ad un torneo amatoriale, ma già l'anno successivo arriva l'affiliazione alla FIGC e l'iscrizione al campionato regionale umbro di Serie C (concluso all'ottavo posto) ed alla Coppa Italia Dilettanti. 
Con la riforma dei campionati del 1998 e la divisione della serie C in due categorie, nella stagione 1998-99 l'Orte viene ammesso al campionato di serie C1 in virtù del piazzamento ottenuto nella precedente stagione.
La stagione 1999-00 vede la Penta Orte lottare fino alla fine per l'accesso alla serie B, sogno svanito solamente alla penultima giornata. Il 2000 è l'anno dei cambiamenti, sia a livello societario che strutturale, infatti per esigenze economiche e pubblicitarie la Penta Orte, sulla linea adottata dal basket, acquisisce il nome dello sponsor principale, denominandosi Associazione Sportiva Disegno Ceramica C5.
Nella stagione 2001-02 l'A.S. Disegno Ceramica si piazza all'ottavo posto evitando i play-off ed i play-out.
La stagione 2003-04 vede centrare l'obiettivo di una tranquilla salvezza (obiettivo raggiunto con tre giornate di anticipo) condita dalla nascita dell'Under 18 e la crescita di alcuni giovani.
Il campionato 2004-05 ha visto la Disegno Ceramica confermarsi per il settimo anno consecutivo nella serie C1, ma soprattutto è riuscita a qualificarsi con l'Under 21 alle fasi finali nazionali.
Nel 2006 la società si fonde con l'esperta formazione di calcio a 5 del CUS Viterbo, già protagonista negli anni precedenti sia in Serie A sia in Serie A2. La società assume quindi la denominazione Orte CUS Cantina Falasco, iscritta al campionato di serie C1 umbro. 
La nuova società conclude il campionato al primo posto appaiata alla Virtus Gualdo ma è sconfitta da questa in entrambe le partite di spareggio per assegnare la promozione in Serie B.
La promozione è tuttavia rimandata di appena un anno. Alla prima stagione in Serie B l'Orte retrocede concludendo la stagione regolare all'ultimo posto, ma la seconda vittoria del massimo campionato regionale la riporta nel 2010-11 nuovamente in Serie B.
Sconfitta nei play-out dal Miracolo Piceno e quindi nuovamente retrocessa, grazie alla rinuncia alla categoria di alcune società, nella stagione seguente la squadra partecipa per la terza volta alla Serie B. 
Guadagnata la salvezza solamente dopo i vittoriosi play-out contro i sardi della Pro Capoterra, nel 2012-13 il team guidato da Everton Pires stravince invece il girone E di Serie B, venendo promossa in Serie A2. Al termine della stagione 2017-18 il presidente Massimiliano Brugnoletti si accorda con Marco Ciardi per assumere l'identità della storica Roma Calcio a 5, sprofondata negli anni in Serie D. A sciogliersi è formalmente la società capitolina, per permettere alla B&A Orte di trasferirsi nella Capitale e assumere la denominazione "Roma Calcio a 5".

## Partecipazioni ai campionati
| Livello | Categoria | Partecipazioni | Debutto   | Ultima stagione | Totale |
| ------- | --------- | -------------- | --------- | --------------- | ------ |
| 2°      | Serie A2  | 4              | 2013-2014 | 2017-2018       | 4      |
| 3°      | Serie C   | 2              | 1996-1997 | 1997-1998       | 7      |
| 3°      | Serie B   | 5              | 2008-2009 | 2015-2016       | 7      |
| 4°      | Serie C1  | 11             | 1998-1999 | 2009-2010       | 11     |

## Palmarès

### Competizioni nazionali
- Campionato di Serie A2: 1
2014-15 (girone A)
- Campionato di Serie B: 1
2012-13 (girone E)

### Competizioni giovanili
- Campionato italiano Under-21: 1
2016-17